# Qaḑā' Ḩawshā
Qaḑā' Ḩawshā (arabiska: قضاء حوشا) är en kommun i Jordanien.   Den ligger i guvernementet Mafraq, i den norra delen av landet, 60 km norr om huvudstaden Amman.